# Roland Zaninetti
Roland Zaninetti, né le 30 juillet 1928 à Aulnoye-Aymeries, en région Hauts-de-France, et mort le 17 octobre 2010 à Baccarat en Meurthe-et-Moselle, est un accordéoniste français.
Il fait partie avec Aimable, Joss Baselli, André Lips, Jean Cardon et Maurice Larcange, de la génération d'accordéoniste de l'entre-deux-guerres, originaire du Nord de la France. 

## Biographie
Roland Zaninetti est le fils d'André Zaninetti et de Marguerite Galli, tous deux originaire de Brescia. La famille Zaninetti est originaire d'une province située au nord de Pô.

## Carrière
En 1947, Roland Zaninetti participe à ses premiers concours d'accordéon. Il reçoit la Croix d'Officier du mérite artistique et musical en 1956. Sa carrière débute en 1962, lorsqu'il est désigné accordéoniste officiel du Tour de France. Il fera partie de la caravane du Tour de France jusqu'en 1971. L’accordéoniste abandonne la scène en 1978 pour se lancer dans la production d’émissions télévisuelles telles que Accordéon tiercé, Grand Public et Soufflets c’est jouer.

## Discographie
Liste partielle de sa discographie.
- 1958 : Sourire d'Alsace Vol. 1, Roland Zaninetti et son ensemble Musette[6].
- 1958 : Sourire d'Alsace Vol. 2, Roland Zaninetti et son ensemble Musette[7]
- 1959 : Bal lorrain, Roland Zaninetti et son ensemble Musette (deuxième accordéon : Claude Poutot)[8].
- 1959 : Colonel Bogey : marche du film Le Pont de la Rivière Kwa (Kenneth ; J. Alford), Roland Zaninetti et son ensemble Musette[9].
- 1968 : Les Chansons du trottoir, Roland Zaninetti[10].
- 1977 : 100 ans de bal musette[11].
- 1981 : Super bal lorrain, Roland Zaninetti[12].
- 1983 : Bal dans les Vosges, Vol. 1, Roland Zaninetti[13].
- 1983 : Bal dans les Vosges, Vol. 2, Roland Zaninetti[14].
- 1983 : Bal dans les Vosges, Vol. 3, Roland Zaninetti[15].
- 1993 : Viva Bruno (paso-doble pour accordéon), musique de Bruno Lorenzoni et Roland Zaninetti[16].
- 2006 : Fête de la bière, Roland Zaninetti[17].
- 2008 : Accordéon collection, Aimable, Yvette Horner, Roland Zaninetti[18]

## Filmographie
- Les Grandes Gueules (1965) de Robert Enrico, avec Lino Ventura et Bourvil : le chef d'orchestre.